# Bauökonomie
Die Bauökonomie ist die angewandte Wissenschaft der ökonomischen Planung und Durchführung von Bauvorhaben.
Ökonomie bedeutet hierbei den wirtschaftlichen Umgang mit allen Dingen, um ein möglichst optimales Verhältnis zwischen Aufwand und Ergebnis zu erzielen. Bezüglich des Bauens geht es hierbei um Materialien und andere Ressourcen und den eingesetzten Arbeitsaufwand, der möglichst effizient gehalten werden soll für die Erstellung des gewünschten Bauwerks. Die Bauökonomie ist eine spezielle, erweiterte Betriebswirtschaftslehre.

## Verwendung des Begriffs
Der Begriff Bauökonomie wird oft im Kontext „Bau- und Planungsökonomie“ gemeinsam verwandt. Während „Planungsökonomie“ sich um das effiziente Planen der projektierten Bauwerke kümmert, fokussiert die „Bauökonomie“ auf das Realisieren von Bauwerken. Beide Bereiche sind kaum voneinander zu trennen. Eine ökonomische Planung ist im Prinzip wertlos, wenn sie nicht oder nicht (ausreichen genug) ökonomisch umgesetzt wird. Für das ökonomische Realisieren gilt das Gleiche in umgekehrter Anordnung. Ebenso gibt es keine Bauökonomie ohne Planungsökonomie. Die Begriffsdifferenzierung ergibt sich aus den unterschiedlichen Betrachtungsweisen und die Zerlegung der Arbeitsleistung beim Bauen. Ein Bauwerk entsteht durch die Beiträge vieler am Projekt und Bau Beteiligter, die gewöhnlich durch voneinander unabhängige Unternehmen erstellt werden. Neben vielen Baufirmen, die man nach Gewerken ordnet, sind auch eine Vielzahl von Planern, also Architekten, Tragwerksplaner, und andere Fachingenieure tätig, um ein Bauwerk zu erstellen. Die Bereiche des Planens und des Bauens haben eigene Optimierungsoptionen. Daher besteht zwar eine formale Unterscheidung von Planungs- und Bauökonomie, die praktisch aber nicht besteht. Ein Architekt als Gebäudeplaner kann sowohl Planungsleistungen erbringen, als auch die Baurealisierung überwachen und betreuen, womit er dann im Bereich der Bauökonomie tätig ist. Ein Bauunternehmen unternimmt ebenfalls eine Vielzahl von Planungsleistungen.

## Geschichte
Die begriffliche Verwendung der Planungs- und Bauökonomie sind relativ jung. Allerdings ist der Versuch des ökonomischen Bauens so alt wie das Bauen selbst. Eine Optimierung des Einsatzes von Ressourcen im Verhältnis zum Ergebnis wurde immer angestrebt. Optimieren, also das Ökonomisieren, wirkt sich schnell messbar aus, im Sinne von reduzierten Investitionen. In den 1970er Jahren ist der Begriff Bauökonomie eigenständig aufgetreten. Die Entwicklung dieser speziellen, erweiterten Betriebswirtschaftslehre kam mit der für Bauherren steigenden Bedeutung ökonomischer Aspekte des Bauens. Zudem wurde erkannt, dass in der Ausbildung von Architekten ein Defizit in diesem Bereich bestand und weiterhin besteht. In Großbritannien z. B. ist durch den Berufsstand der Quantity Surveyor eine eigenständige Gruppe von Experten im Bauverlauf mit den ökonomischen und mengenmäßigen Faktoren von Bauwerken beschäftigt. Dieses Spezialwissen muss in Deutschland durch Architekten und Bauingenieure abgedeckt werden. Die Bauökonomie hat in der Architektenausbildung eine untergeordnete Bedeutung.

## Prinzipien
Die Bauökonomie folgt den allgemeinen Vorgaben und Prinzipien der allgemeinen Ökonomie. Sie findet als Spezialgebiet aber ihre Berechtigung, da einerseits die allgemeine Ökonomie wenig Notiz von dem Bereich der Bauerstellung nimmt, andererseits die Bauwirtschaft viele Eigenheiten aufweist, die speziell zu betrachten sind. Dazu zählen die Unternehmensstrukturen, beispielsweise Großbetriebe neben vielen Kleinstunternehmen, das Produkt Bauwerk und wie dieses realisiert wird. Erschwerend kommt hinzu, dass die Bauwirtschaft einen sehr hohen Anteil an Baufachleuten als Mitarbeiter hat. Baufremde sind verhältnismäßig selten. Während Betriebswirte in allen sonstigen Industrien in großen Anteilen zu finden sind, ist dieser Wert in der Bauwirtschaft deutlich geringer. Folglich ist die Planungs- und Bauökonomie eine Spezialdisziplin der Ökonomie von und für Baufachleute. Die Bauökonomie ist sowohl theoretische als auch angewandte Wissenschaft. Vor allem der Anwendungsbezug ist ein zentrales Thema. Grundlagen werden üblicherweise von der allgemeinen Ökonomie entwickelt und von der Bauökonomie für die spezielle Situation des Bauens umgesetzt. Untersuchungsmethoden basieren meist auf Modellbildung und Empirie.

## Begriffliche Unterscheidung
Zu unterscheiden sind:
- Die Baubetriebslehre betrachtet das wirtschaftliche Anbieten und Erbringen von Bauleistungen aus Sicht des Bauunternehmers; spezielle Betriebswirtschaftslehre des Bauunternehmens.
- Die Planungsbetriebslehre betrachtet das wirtschaftliche Anbieten und Erbringen von Bau-Planungsleistungen aus Sicht des Planers; spezielle Betriebswirtschaftslehre des Bau-Planungsunternehmens.
- Die Bauökonomie zielt auf die Optimierung bzw. Ökonomisierung der Baurealisierung.
- Die Planungsökonomie soll die Planungsleistung optimieren.
- Die Immobilienökonomie betrachtet die Immobilien unter ökonomischen Gesichtspunkten bezogen auf den gesamten Lebenszyklus des Bauwerks.
- Die Bauwirtschaftslehre betrachtet den wirtschaftlichen und organisatorischen Zusammenhang des Bausektors bzw. der Bauindustrie.
- Die Baubetriebswirtschaft untersucht die betriebswirtschaftlichen Zusammenhänge im Bauingenieurswesen als Unterkategorie der Baubetriebslehre, beispielsweise mit der Kalkulation von Baupreisen, Vertragsfragen im Bauwesen, Ausschreibung, und die Abrechnung von Bauleistungen.
- Das Baumanagement unternimmt Maßnahmen zur Organisation, Steuerung und Kontrolle von Bauprojekten.

Bauökonomie im Zusammenhang

Im Allgemeinen wird der Begriff Bauökonomie von Instituten der Architekturfakultäten verwandt, die sich mit Wirtschaftlichkeits- und Managementfragen befassen. Verwandte Themen, wie Baumaschinentechnik, Baustelleneinrichtung, Bauverfahrenstechnik oder die Kalkulation von Baupreisen, werden in den Bauingenieurfakultäten von Baubetriebsinstituten erforscht und gelehrt.

## Themen der Bau- und Planungsökonomie
- AVA (Ausschreibung, Vergabe, Abrechnung)
- Kostenplanung
- Terminplanung
- Projektmanagement
- Projektsteuerung
- Baumanagement
- Finanzierung
- Wirtschaftlichkeitsberechnungen
- Lebenszyklusuntersuchungen
- Controlling
- Projektdurchführung und -kontrolle

## Hochschulen mit ausgewiesenem Lehrgebiet Bau- und Planungsökonomie
- TU Berlin, Fachgebiet Planungs- und Bauökonomie (Fakultät VI Architektur)
- BTU Cottbus, Lehrstuhl Planungs- und Bauökonomie
- TU Braunschweig, Institut für Bauwirtschaft und Baubetrieb
- TU Dresden, Lehrstuhl für Bauökonomie und Computergestütztes Entwerfen
- TU München, Lehrstuhl für Baurealisation und Bauinformatik
- RPTU Kaiserslautern-Landau (Standort Kaiserslautern), Fachgebiet Baubetrieb und Bauproduktion[2]
- Universität Karlsruhe, Lehrstuhl Planungs- und Bauökonomie
- Universität Kassel, Institut für Bauwirtschaft
- Universität Siegen, Lehrgebiet Baumanagement und Bauökonomie
- Universität Stuttgart, Institut für Baubetriebslehre
- Universität Stuttgart, Institut für Bauökonomie
- Bauhaus-Universität Weimar, Professur Bauwirtschaft/Baumanagement
- Bergische Universität Wuppertal, Fachgebiet Ökonomie des Planens und Bauens
- HafenCity Universität Hamburg, Lehrstuhl Bauökonomie und Baumanagement
- Hochschule Luzern, MAS Bauökonomie
- Hochschule Ruhr West, Lehr- und Forschungsgebiet Bauökonomie